# Seznam občin italijanske dežele Sicilija
V seznamu so naštete občine vseh devetih pokrajin italijanske dežele Sicilija v izvirni italijanski obliki.

## Pokrajina Agrigento
A
Agrigento - Alessandria della Rocca - Aragona
B
Bivona - Burgio
C
Calamonaci - Caltabellotta - Camastra - Cammarata - Campobello di Licata - Canicattì - Casteltermini - Castrofilippo - Cattolica Eraclea - Cianciana - Comitini
F
Favara
G
Grotte
J
Joppolo Giancaxio
L
Lampedusa e Linosa - Licata - Lucca Sicula
M
Menfi - Montallegro - Montevago
N
Naro
P
Palma di Montechiaro - Porto Empedocle
R
Racalmuto - Raffadali - Ravanusa - Realmonte - Ribera
S
Sambuca di Sicilia - San Biagio Platani - San Giovanni Gemini - Sant'Angelo Muxaro - Santa Elisabetta - Santa Margherita di Belice - Santo Stefano Quisquina - Sciacca - Siculiana
V
Villafranca Sicula

## Pokrajina Caltanissetta
A
Acquaviva Platani
B
Bompensiere - Butera
C
Caltanissetta - Campofranco
D
Delia
G
Gela
M
Marianopoli - Mazzarino - Milena - Montedoro - Mussomeli
N
Niscemi
R
Resuttano - Riesi
S
San Cataldo - Santa Caterina Villarmosa  - Serradifalco - Sommatino - 
Sutera
V
Vallelunga Pratameno - Villalba

## Pokrajina Catania
A
Aci Bonaccorsi • Aci Castello • Aci Catena • Aci Sant'Antonio • Acireale • Adrano
B
Belpasso • Biancavilla • Bronte
C
Calatabiano • Caltagirone • Camporotondo Etneo • Castel di Judica • Castiglione di Sicilia • Catania
F
Fiumefreddo di Sicilia
G
Giarre • Grammichele • Gravina di Catania
L
Licodia Eubea • Linguaglossa
M
Maletto • Maniace • Mascali • Mascalucia • Mazzarrone • Militello in Val di Catania • Milo • Mineo • Mirabella Imbaccari • Misterbianco • Motta Sant'Anastasia
N
Nicolosi
P
Palagonia • Paternò • Pedara • Piedimonte Etneo
R
Raddusa • Ragalna • Ramacca • Randazzo • Riposto
S
San Cono • San Giovanni la Punta • San Gregorio di Catania • San Michele di Ganzaria • San Pietro Clarenza • Sant'Agata li Battiati • Sant'Alfio • Santa Maria di Licodia • Santa Venerina • Scordia
T
Trecastagni • Tremestieri Etneo
V
Valverde • Viagrande • Vizzini
Z
Zafferana Etnea

## Pokrajina Enna
A
Agira - Aidone - Assoro
B
Barrafranca
C
Calascibetta - Catenanuova - Centuripe - Cerami
E
Enna
G
Gagliano Castelferrato
L
Leonforte
N
Nicosia - Nissoria
P
Piazza Armerina - Pietraperzia
R
Regalbuto
S
Sperlinga
T
Troina
V
Valguarnera Caropepe - Villarosa

## Pokrajina Messina
A
Acquedolci • Alcara li Fusi • Alì • Alì Terme • Antillo
B
Barcellona Pozzo di Gotto • Basicò • Brolo
C
Capizzi • Capo d'Orlando • Capri Leone • Caronia • Casalvecchio Siculo • Castel di Lucio • Castell'Umberto • Castelmola • Castroreale • Cesarò • Condrò
F
Falcone • Ficarra • Fiumedinisi • Floresta • Fondachelli-Fantina • Forza d'Agrò • Francavilla di Sicilia • Frazzanò • Furci Siculo • Furnari
G
Gaggi • Galati Mamertino • Gallodoro • Giardini-Naxos • Gioiosa Marea • Graniti • Gualtieri Sicaminò
I
Itala
L
Leni • Letojanni • Librizzi • Limina • Lipari • Longi
M
Malfa • Malvagna • Mandanici • Mazzarrà Sant'Andrea • Merì • Messina • Milazzo • Militello Rosmarino • Mirto • Mistretta • Mojo Alcantara • Monforte San Giorgio • Mongiuffi Melia • Montagnareale • Montalbano Elicona • Motta Camastra • Motta d'Affermo
N
Naso • Nizza di Sicilia • Novara di Sicilia
O
Oliveri
P
Pace del Mela • Pagliara • Patti • Pettineo • Piraino
R
Raccuja • Reitano • Roccafiorita • Roccalumera • Roccavaldina • Roccella Valdemone • Rodì Milici • Rometta
S
San Filippo del Mela • San Fratello • San Marco d'Alunzio • San Pier Niceto • San Piero Patti • San Salvatore di Fitalia • San Teodoro • Sant'Agata di Militello • Sant'Alessio Siculo • Sant'Angelo di Brolo • Santa Domenica Vittoria • Santa Lucia del Mela • Santa Marina Salina • Santa Teresa di Riva • Santo Stefano di Camastra • Saponara • Savoca • Scaletta Zanclea • Sinagra • Spadafora
T
Taormina • Terme Vigliatore • Torregrotta • Torrenova • Tortorici • Tripi • Tusa
U
Ucria
V
Valdina • Venetico • Villafranca Tirrena

## Pokrajina Palermo
A
Alia • Alimena • Aliminusa • Altavilla Milicia • Altofonte
B
Bagheria • Balestrate • Baucina • Belmonte Mezzagno • Bisacquino • Blufi • Bolognetta • Bompietro • Borgetto
Caccamo • Caltavuturo • Campofelice di Fitalia • Campofelice di Roccella • Campofiorito • Camporeale • Capaci • Carini • Castelbuono • Casteldaccia • Castellana Sicula • Castronovo di Sicilia • Cefalà Diana • Cefalù • Cerda • Chiusa Sclafani • Ciminna • Cinisi • Collesano • Contessa Entellina • Corleone
F
Ficarazzi
G
Gangi • Geraci Siculo • Giardinello • Giuliana • Godrano • Gratteri
I
Isnello • Isola delle Femmine
L
Lascari • Lercara Friddi
M
Marineo • Mezzojuso • Misilmeri • Monreale • Montelepre • Montemaggiore Belsito
P
Palazzo Adriano • Palermo • Partinico • Petralia Soprana • Petralia Sottana • Piana degli Albanesi • Polizzi Generosa • Pollina • Prizzi
R
Roccamena • Roccapalumba
S
San Cipirello • San Giuseppe Jato • San Mauro Castelverde • Santa Cristina Gela • Santa Flavia • Sciara • Scillato • Sclafani Bagni
T
Termini Imerese • Terrasini • Torretta • Trabia • Trappeto
U
Ustica
V
Valledolmo • Ventimiglia di Sicilia • Vicari • Villabate • Villafrati

## Pokrajina Ragusa
A
Acate
C
Chiaramonte Gulfi  - Comiso
G
Giarratana
I
Ispica
M
Modica  - Monterosso Almo
P
Pozzallo
R
Ragusa
S
Santa Croce Camerina - Scicli
V
Vittoria

## Pokrajina Siracusa
A
Augusta - Avola
B
Buccheri  - Buscemi
C
Canicattini Bagni - Carlentini - Cassaro
F
Ferla - Floridia - Francofonte
L
Lentini
M
Melilli
N
Noto
P
Pachino  - Palazzolo Acreide - Portopalo di Capo Passero - Priolo Gargallo
R
Rosolini
S
Siracusa  - Solarino - Sortino

## Pokrajina Trapani
A
Alcamo
B
Buseto Palizzolo
C
Calatafimi-Segesta  - Campobello di Mazara - Castellammare del Golfo - Castelvetrano  - Custonaci
E
Erice
F
Favignana
G
Gibellina
M
Marsala - Mazara del Vallo
P
Paceco - Pantelleria - Partanna - Petrosino - Poggioreale
S
Salaparuta - Salemi - San Vito Lo Capo - Santa Ninfa
T
Trapani
V
Valderice - Vida